# Lady Snowblood (1973)
Lady Snowblood (jap. 修羅雪姫, Shurayuki-hime) ist ein japanischer Actionfilm von 1973 mit Meiko Kaji in der Hauptrolle. Er ist eine Verfilmung des gleichnamigen Manga Lady Snowblood von Kazuo Koike und Kazuo Kamimura.

## Titel
Der Titel ist ein Wortspiel mit Shirayuki-hime (白雪姫) – Japanisch für Prinzessin Schneewittchen – und Shura (修羅) – Japanisch für die indischen Dämonen Asura.

## Handlung
Yuki Kashima kommt im Gefängnis zur Welt; ihre Mutter stirbt bei der Geburt. In Rückblicken erfährt man, dass die Mutter, ihr Mann und beider junger Sohn Opfer von vier geldgierigen Verbrechern wurden, die den Vater und das Kind töteten und die Mutter vergewaltigten. Einer der Täter verliebte sich in die Mutter und machte mit ihr eine Teestube auf. Später erstach die Mutter diesen Mann und ist dafür auf Lebenszeit ins Gefängnis gekommen.
Dort schläft sie wahllos mit Männern, um ein Kind zu zeugen, das ihre Rache vollenden kann. Das Mädchen wächst bei einem ehemaligen Samurai auf, der sie zur Schwertkämpferin ausbildet. Nach und nach spürt sie die verbliebenen Verbrecher auf und tötet diese. Am Ende wird sie von der Tochter eines ihrer Opfer, die sie verfolgt hat, um an ihr Rache für das vermeintliche Verbrechen zu nehmen, mit einem Messer schwer verletzt und sinkt in den Schnee. Als am nächsten Morgen die Sonne aufgeht, hat sie jedoch überlebt und wird wach.

## Kritik
Lexikon des internationalen Films: Zur Zeit der Meiji-Dynastie (um 1870) spielender Rächerfilm, der zu den Klassikern seines Genres zählt. Entstanden nach einem Manga beschreibt der Film nicht nur eine historische Zeitenwende in Japan, sondern schlägt auch durch seine visuelle Schönheit in Bann, die der traurigen Grundhaltung des kampfbetonten Films eine stimmige Atmosphäre verleiht. Ein beeindruckender Genrefilm, dessen Geschichte und Protagonisten für Quentin Tarantinos Martial-arts-Spektakel „Kill Bill“ Pate standen.

## Adaptionen und Fortsetzungen
Von Lady Snowblood gibt es eine Fortsetzung mit dem Titel Lady Snowblood 2: Love Song of Vengeance.
Der Film war außerdem eine der wesentlichen Inspirationen für den Film Kill Bill von Quentin Tarantino. Auch hier geht es um eine Frau, die nacheinander tödliche Rache an all den Menschen nimmt, die ihr Leben zerstört haben. Viele Elemente aus Lady Snowblood tauchen auch in Kill Bill wieder auf, so zum Beispiel die Aufteilung in einzelne Kapitel, die Tatsache, dass mit japanischen Schwertern gekämpft wird, sowie die diskontinuierliche Erzählweise. Ebenso weisen einige Szenen Ähnlichkeiten auf (Kampf der Braut gegen O-Ren Ishii – Auftaktszene in Lady Snowblood).
Das Lied The Flower of Carnage, das das musikalische Leitmotiv von Lady Snowblood bildet und von Meiko Kaji gesungen wird, wird auch in Tarantinos Filmen verwendet.
Der Film The Princess Blade (engl. Titel, im Original ebenfalls Shurayuki-hime) von 2001 basiert auf demselben Manga.